# Bladel
Bladel est un village d'environ 10 000 habitants (2006) dans la commune de Bladel, dans la province du Brabant-Septentrional aux Pays-Bas.

## Géographie
Le village de Bladel forme la partie sud-ouest de la commune éponyme.

## Aujourd'hui

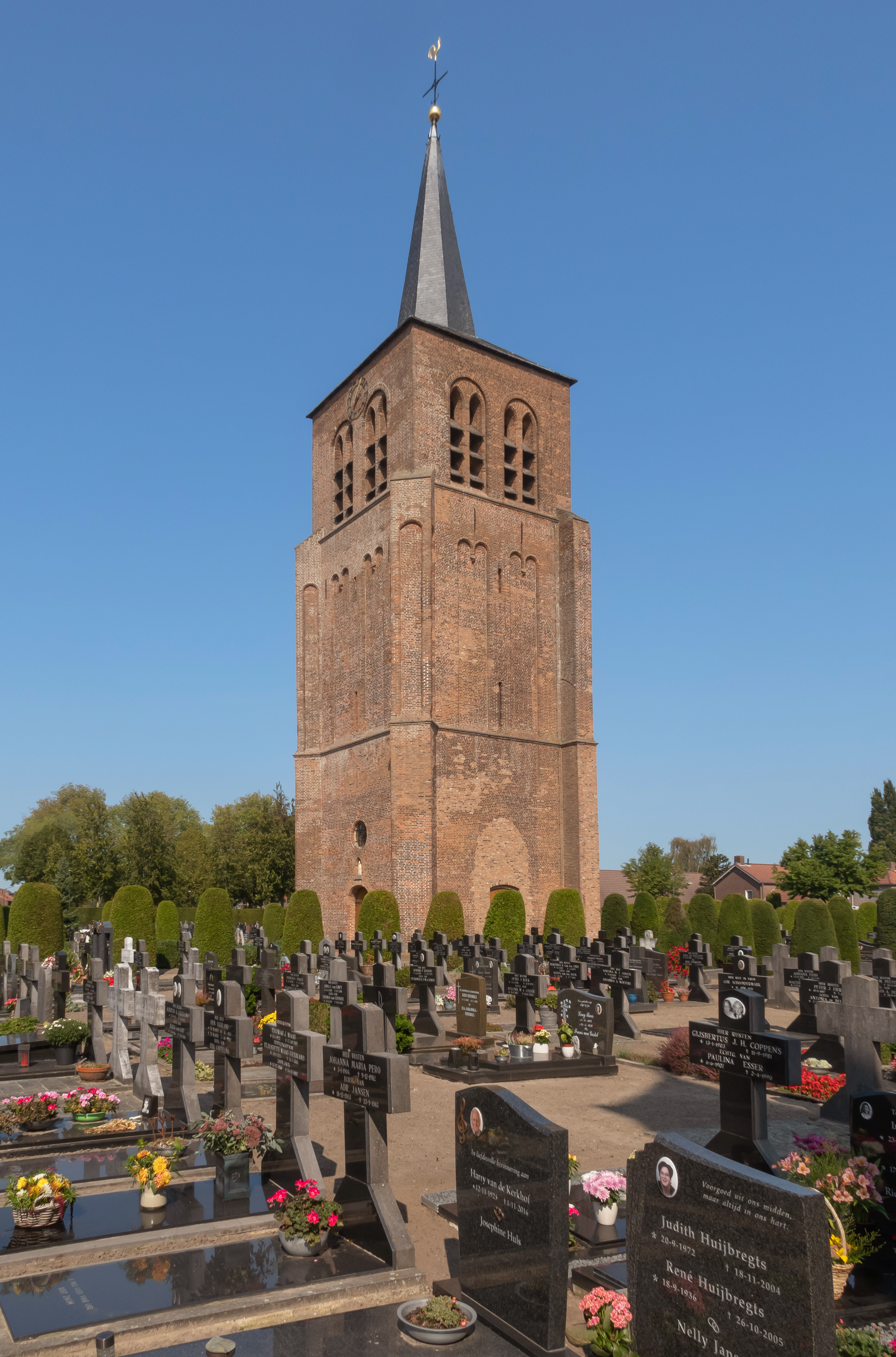
Tour de l'ancienne église

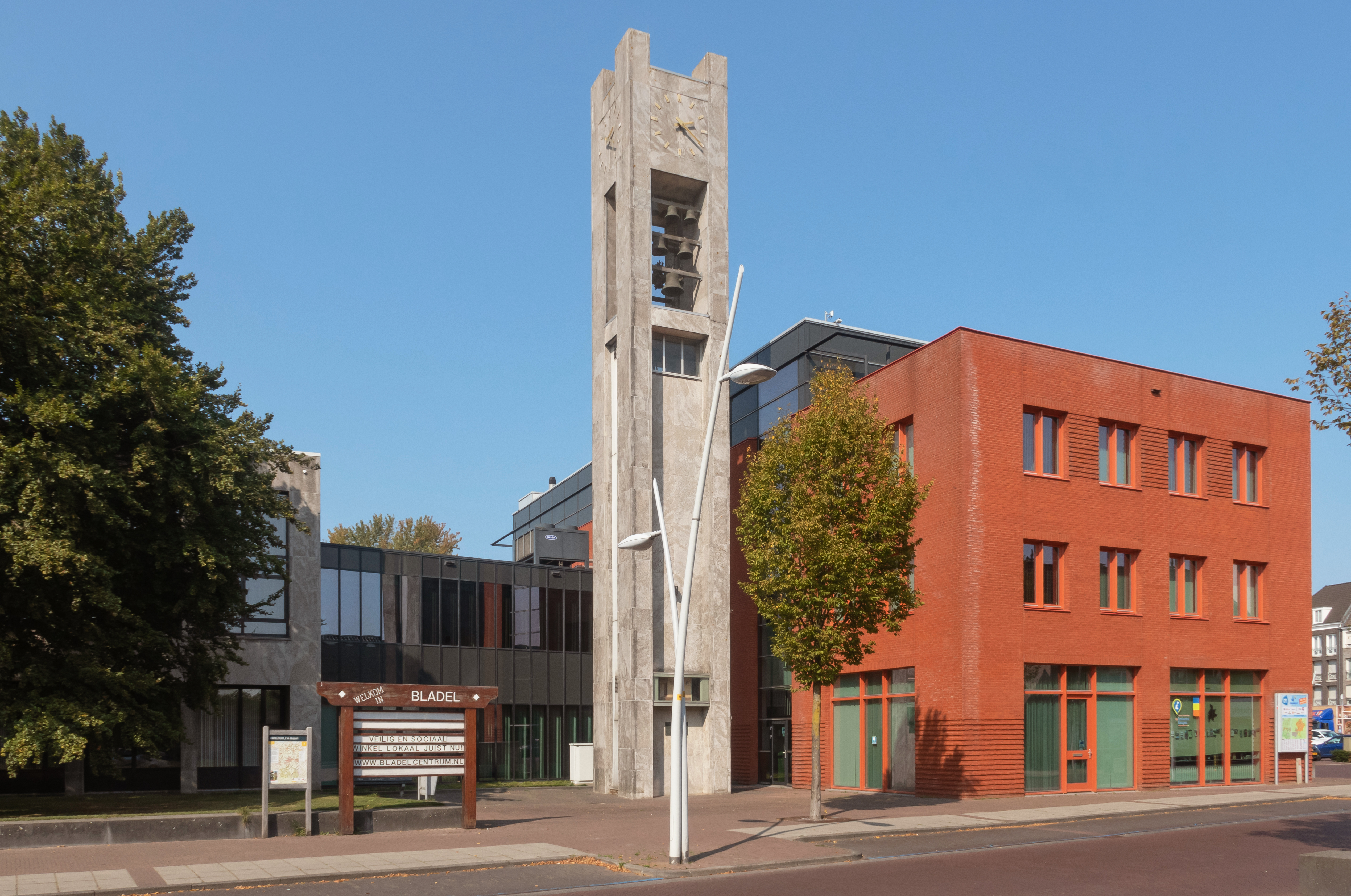
Hôtel de ville